# Jesús Rafael Soto

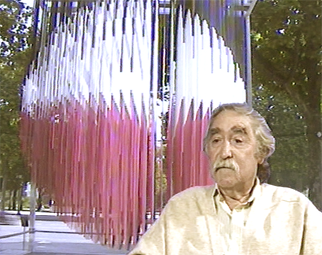
Portret Jesús Rafael Soto

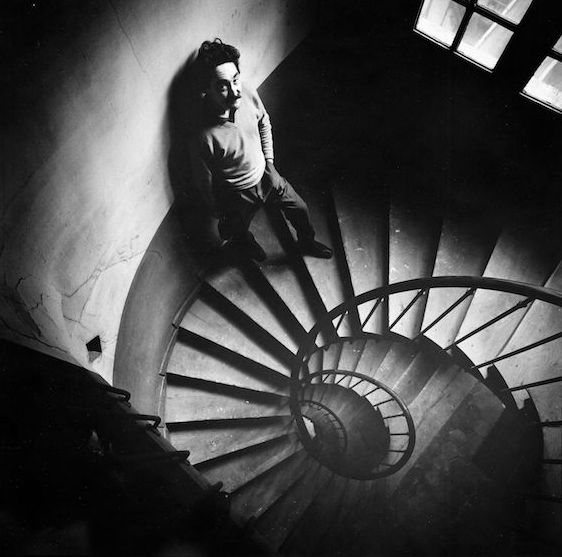
Soto gezien door Lothar Wolleh

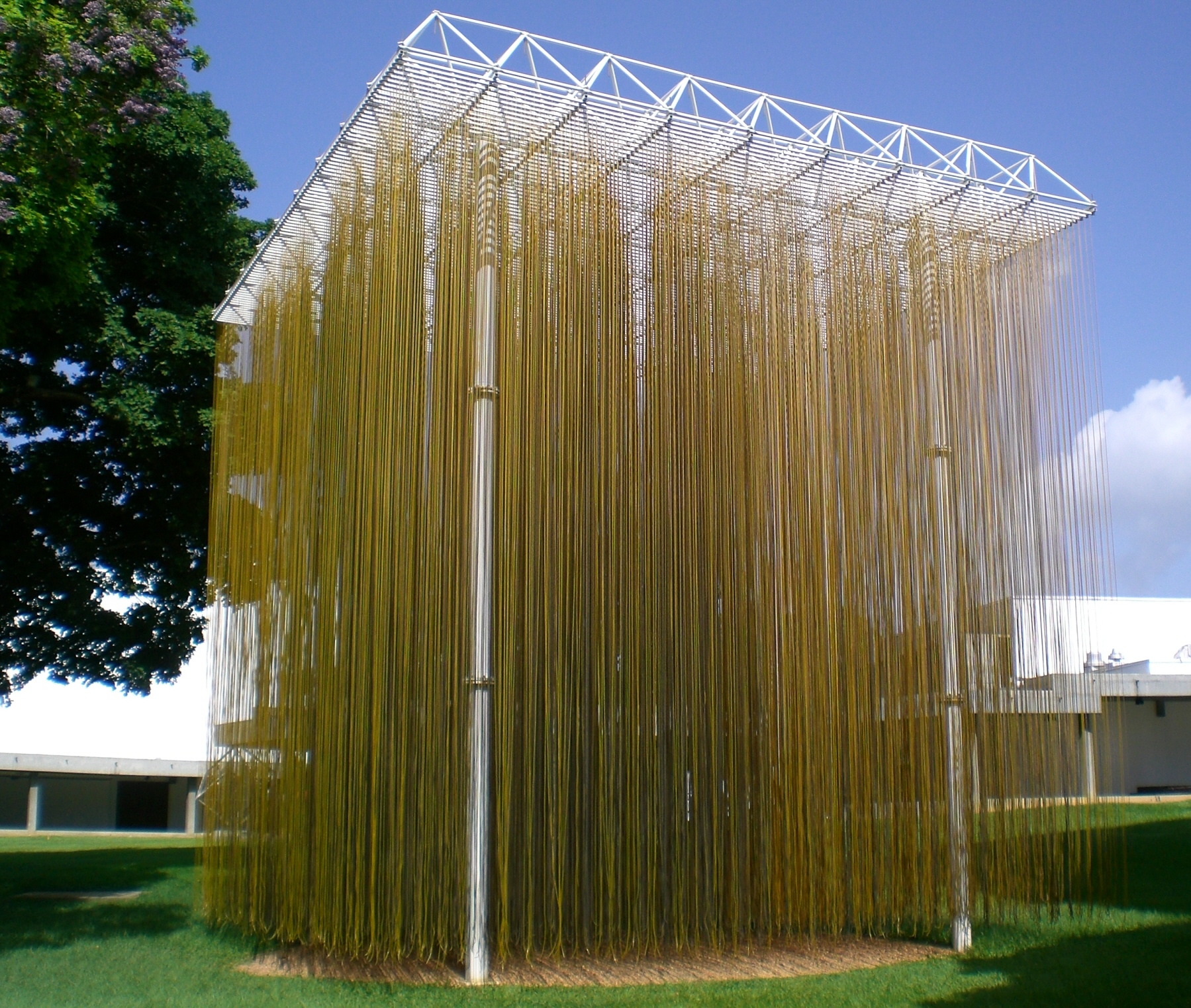
kinetisch object Penetrable, Soto Museum Ciudad Bolívar

Jesús Rafael Soto (Ciudad Bolívar, 5 juni 1923 – Parijs, 14 januari 2005) was een Venezolaanse schilder en beeldhouwer. Hij is bekend geworden door zijn bijdrage aan de ontwikkeling van zowel de op-art als de kinetische kunst.

## Leven en werk
Soto begon zijn loopbaan al jong als hulp bij het schilderen van bioscoopreclames in zijn geboortestad. Hij ontving zijn kunst- en onderwijsopleiding evenwel vanaf 1942 in Caracas met een beurs aan de Escuela de Artes Plásticas y Artes Aplicadas. Tot zijn medeleerlingen behoorden ook Carlos Cruz-Diez en Alejandro Otero, die hij later in Parijs opnieuw zou ontmoeten.
Van 1947, toen hij zijn onderwijsbevoegdheid had verkregen, tot 1950 gaf Soto leiding aan de kleine Escuela de Artes Plásticas in Maracaibo.
Hij vertrok in 1950 naar Parijs, waar hij werd opgewacht door Alejandro Otero en enkele andere vrienden uit Venezuela. Via zijn landgenoten kwam hij al snel in contact met het pas opgerichte Atelier d'Art abstrait en ging hij deelnemen aan de Salon des Réalités Nouvelles. In 1951 bezocht Soto met enkele vrienden Nederland. Zij bezochten het Kröller-Müller Museum in Otterlo en het Stedelijk Museum in Amsterdam om het werk van Piet Mondriaan te zien.
In 1954 werd Soto's werk opgemerkt door Denise René en Victor Vasarely en snel daarna leerde hij Yaacov Agam, Jean Tinguely, Pol Bury en andere kunstenaars kennen, die verbonden waren aan Galerie Denise René. De expositie Le Mouvement was voor Soto het begin van een carrière als kinetisch kunstenaar.
Soto is vooral bekend geworden door zijn open, interactieve sculpturen/installaties, bestaande uit dunne, hangende buizen waar de toeschouwer doorheen kan wandelen. De toeschouwer maakt aldus deel uit van het object en veroorzaakt verandering en beweging.
Van 1970 tot in de vroege negentiger jaren werden Soto's werken tentoongesteld in gerenommeerde musea als het Museum of Modern Art en het Guggenheim Museum in New York. Zijn werk was eveneens te zien in het Centre Georges Pompidou in Parijs. In januari 1970 exposeerde hij in het Stedelijk Museum (Amsterdam). Soto leverde in 1997 een bijdrage aan het beeldenpark Il Giardino di Daniel Spoerri van de Zwitserse kunstenaar Daniel Spoerri in Seggiano (Toscane) met zijn werk Pénétrable Sonore.
Jesús Rafael Soto stierf in 2005 in Parijs en werd begraven op het Cimetière du Montparnasse.

## Museo de Arte Moderno Jesús Soto
In 1973 opende de Fondación de Arte Moderne Jesús Soto een museum in Ciudad Bolívar, Venezuela met een collectie van zijn bekende werken. Een groot gedeelte van de tentoongestelde objecten kan bewegen door middel van elektriciteit. De Venezolaanse architect Carlos Raúl Villanueva, verantwoordelijk voor de Ciudad Universitaria de Caracas, ontwierp het museumgebouw.

## Fotogalerij

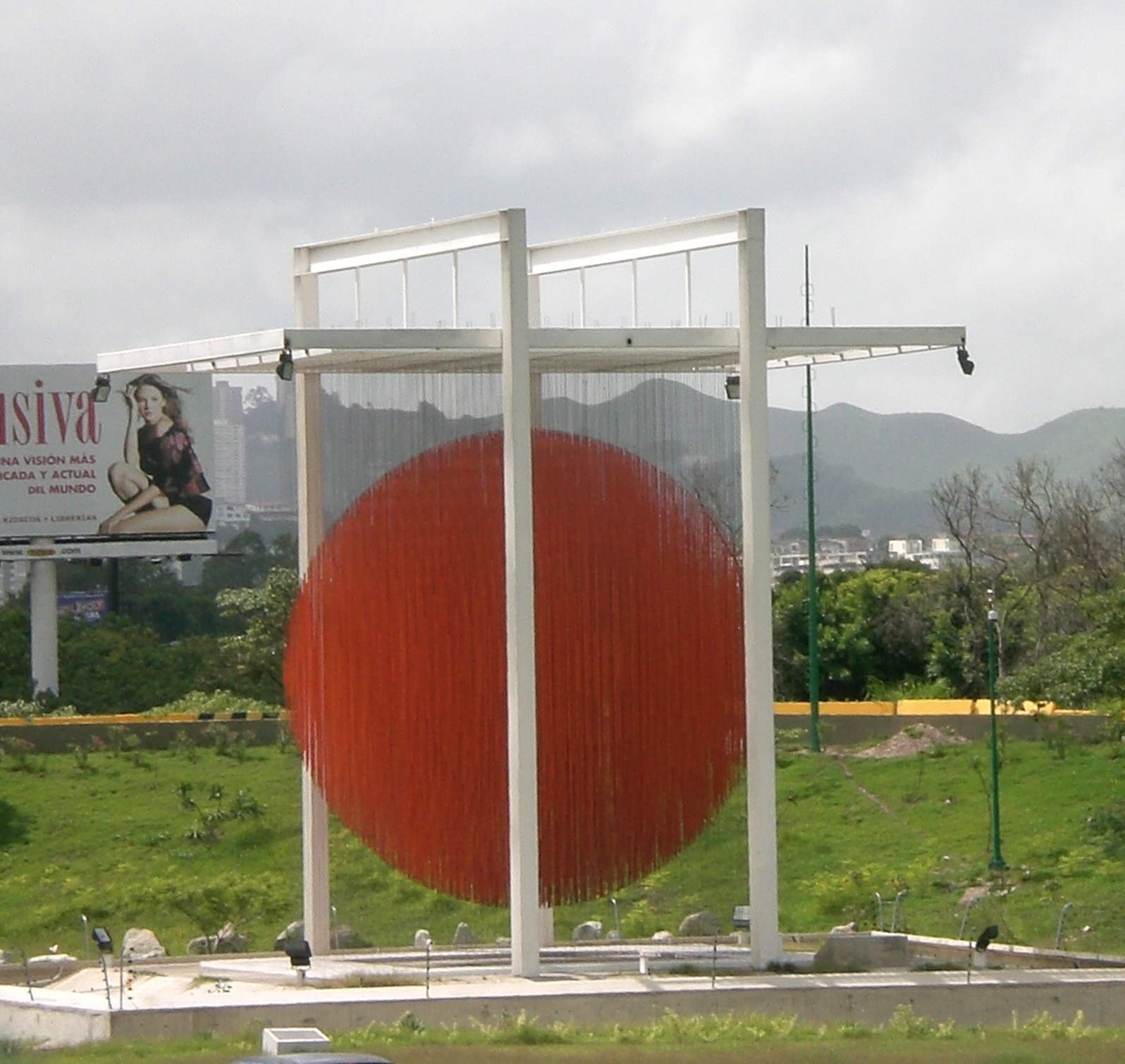
Esfera Concorde (1996) in Caracas
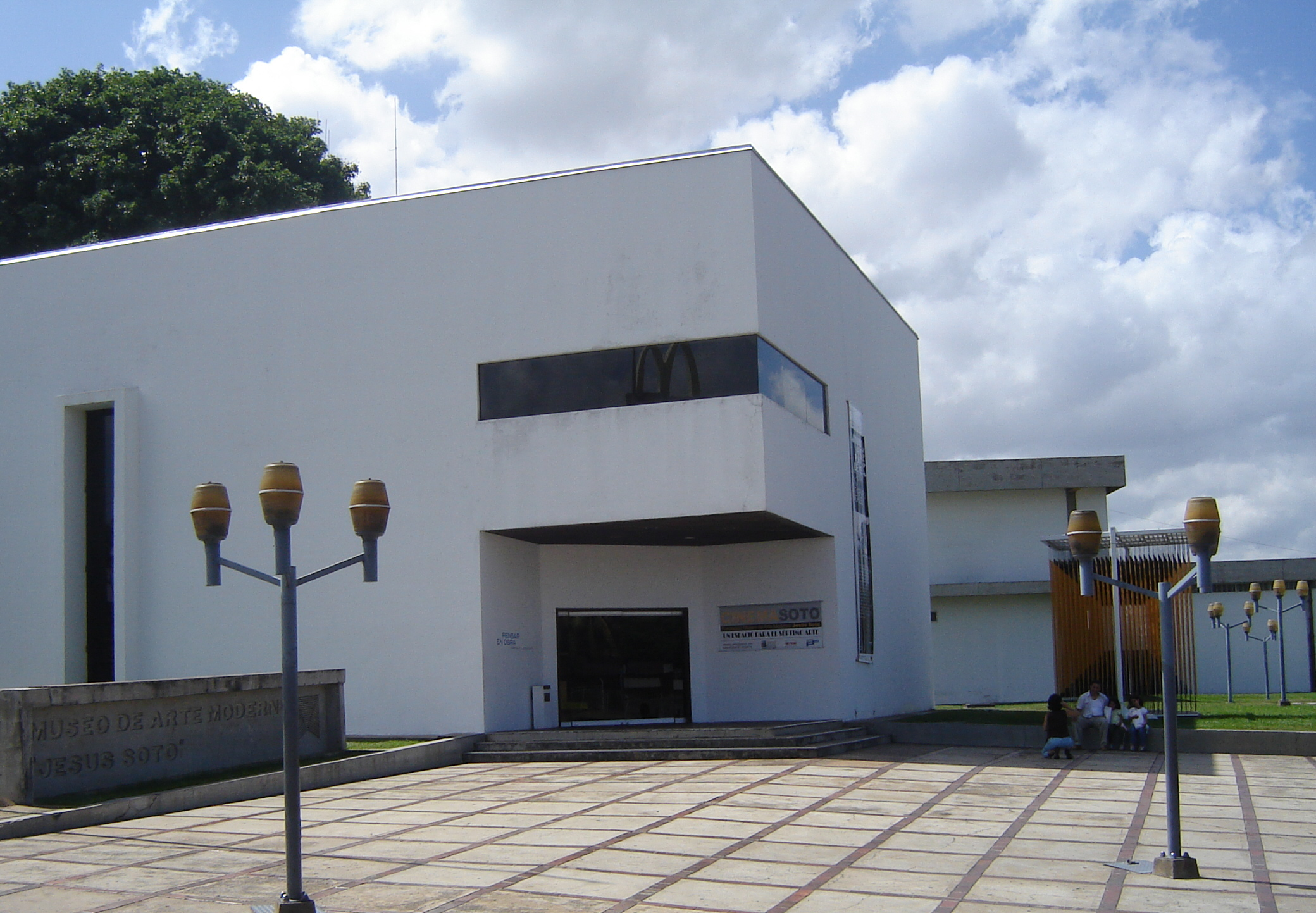
Soto Museum in Ciudad Bolívar
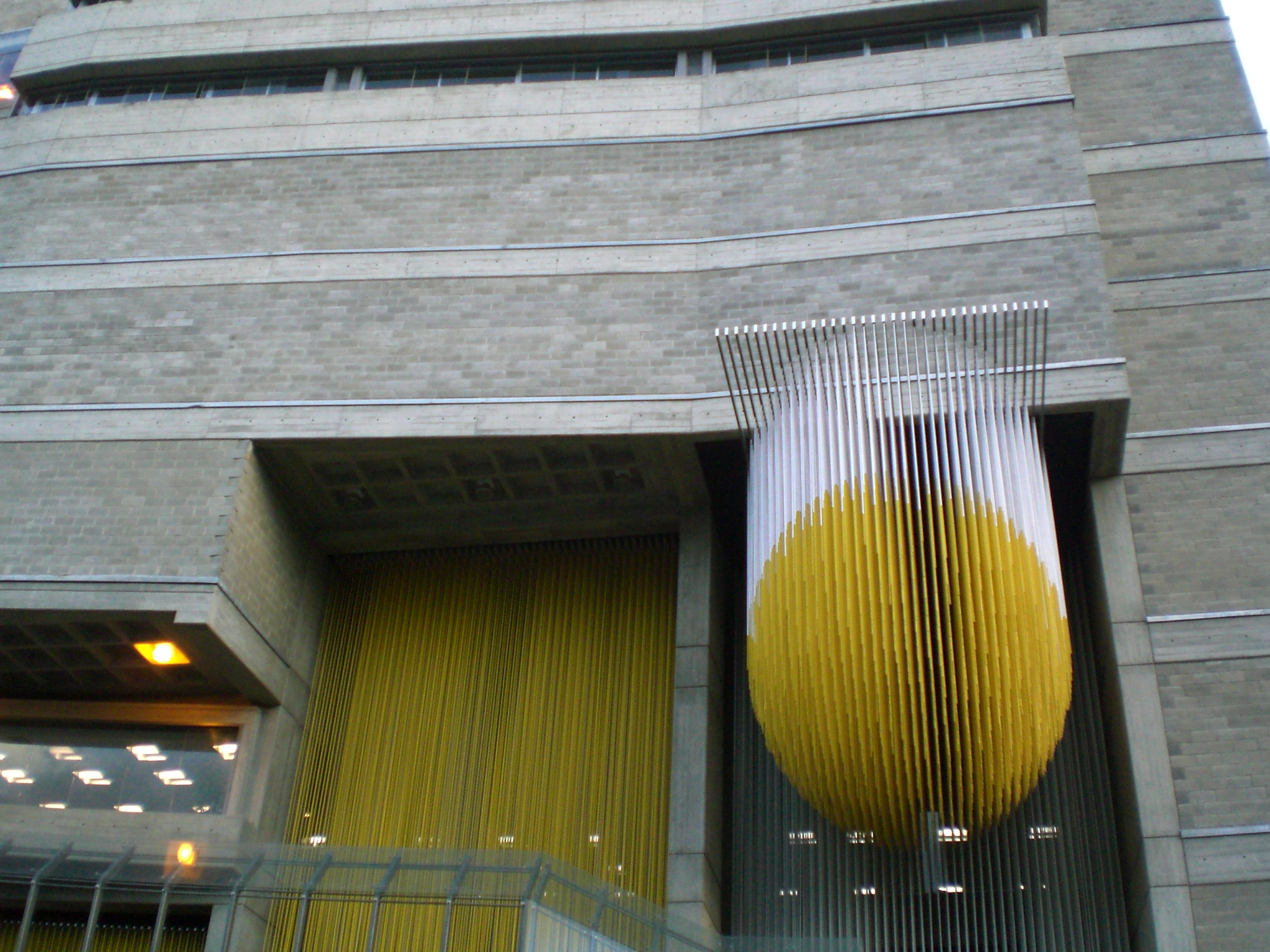
Objecten Soto, Social Action Center for Music in Caracas